# Liste der Kulturgüter in Sullens
Die Liste der Kulturgüter in Sullens enthält alle Objekte in der Gemeinde Sullens im Kanton Waadt, die gemäss der Haager Konvention zum Schutz von Kulturgut bei bewaffneten Konflikten, dem Bundesgesetz vom 20. Juni 2014 über den Schutz der Kulturgüter bei bewaffneten Konflikten sowie der Verordnung vom 29. Oktober 2014 über den Schutz der Kulturgüter bei bewaffneten Konflikten unter Schutz stehen.
Objekte der Kategorie A sind im Gemeindegebiet nicht ausgewiesen, Objekte der Kategorie B sind vollständig in der Liste enthalten, Objekte der Kategorie C fehlen zurzeit (Stand: 13. Oktober 2021).

## Kulturgüter
| Foto |                                                                      | Objekt                                                                                | Kat. | Typ | Standort                           | Beschreibung |
| ---- | -------------------------------------------------------------------- | ------------------------------------------------------------------------------------- | ---- | --- | ---------------------------------- | ------------ |
| ja   | Datei hochladen · Wikidata zu Église réformée de Sullens (Q15958557) | Reformierte Kirche / Temple KGS-Nr.: 6494                                             | B    | G   | Rue de l’Église 15 533206 / 160697 |              |
| ja   | Datei hochladen · Wikidata zu Fontaine (Q29891531)                   | Gedeckter Brunnen / Fontaine couverte KGS-Nr.: 14743                                  | B    | K   | Rue du Château 8 533214 / 160696   |              |
| ja   | Datei hochladen · Wikidata zu Schloss mit Nebengebäude (Q29891530)   | Schloss mit ehemaligem Nebengebäude / Château avec ancienne dépendance KGS-Nr.: 14744 | B    | G   | Rue du Château 6–8 533193 / 160675 |              |